# Койначёнок, Митрофан Павлович
Митрофан Павлович Койначёнок — советский государственный и политический деятель, председатель Эвенкийского окружного исполнительного комитета.

## Биография
Родился в 1909. Эвенк. Член ВКП(б).
С 1937 года — на общественной и политической работе. В 1937—1967 гг. — председатель Исполнительного комитета Тунгусско-Чунского районного Совета Эвенкийского национального округа, 1-й секретарь Тунгусско-Чунского районного комитета ВКП(б), председатель Исполнительного комитета Эвенкийского окружного Совета, заведующий Эвенкийским окружным государственным архивом до 1967 года.
Избирался депутатом Верховного Совета СССР 2-го, 4-го и 5-го созывов.